# Salisbury
Salisbury (/ˈsɔːzbri/, SAWZ-bree [Solsbri]) es una ciudad en Wiltshire, Inglaterra. La ciudad es famosa por su espléndida catedral gótica que guarda la mejor copia de la Carta Magna.
La ciudad se encuentra en la confluencia de cinco ríos: el Nadder, el Ebble, el Wylye y el Bourne que son afluentes del quinto río Avon (la palabra celta para 'río') que desemboca al canal de la Mancha en Christchurch, Dorset.
En las llanuras cercanas a esta ciudad se encuentra el famoso monumento de Stonehenge.

## Economía
Salisbury tiene un mercado que se celebra cada martes y sábado. Este mercado ha sido celebrado desde 1227.
Algunos centros comerciales son The Old George Mall, The Maltings y Winchester Street.

## Catedral
La primera catedral fue construida en Old Sarum por San Osmund, obispo de Salisbury, entre 1075 y 1092. Sin embargo, en 1221, la diócesis se trasladó a New Sarum (Salisbury) y ese mismo año se inició la construcción de la nueva catedral por el obispo Richard Poore. El cuerpo principal se completó en 38 años y es una obra maestra de la arquitectura inglesa gótica. La aguja de 123 metros de alto fue construida más tarde y es la más alta de toda Inglaterra.
La biblioteca de la catedral contiene una de las cuatro copias que existen de la Carta Magna, uno de los documentos más importantes de toda la historia del parlamentarismo. También es muy destacable un gran reloj instalado en 1386 y el más antiguo reloj mecánico que aún se conserva en Inglaterra.

## Cultura
Hay una gran comunidad artística con galerías en el centro de la ciudad, y una biblioteca pública. En el siglo XVIII John Constable pintó varios cuadros donde figuran la aguja de la catedral y el paisaje de los alrededores. Se celebra el Festival Internacional de las Artes desde el fin de mayo hasta comienzos de junio.

## Personas destacadas
- Juan de Salisbury (1110-1180), obispo, escritor, educador y diplomático.
- John Bevis (1695-1771), médico y astrónomo.
- Edward Rutherfurd (1948-), escritor de novelas históricas.
- Joseph Fiennes (1970-), actor de voz, cine, teatro y televisión.

El famoso escritor William Golding, autor de El señor de las moscas y premio Nobel de literatura, trabajó de profesor en el colegio Bishop Wordsworth's Grammar School, que se encuentra en la vecindad de la catedral.

## Galería

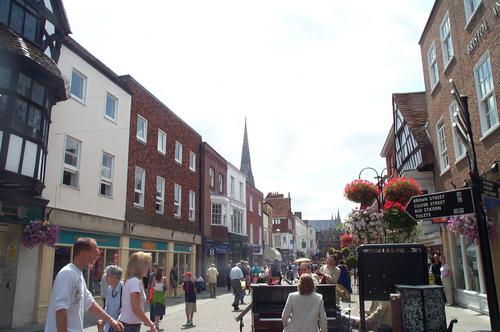
High Street.
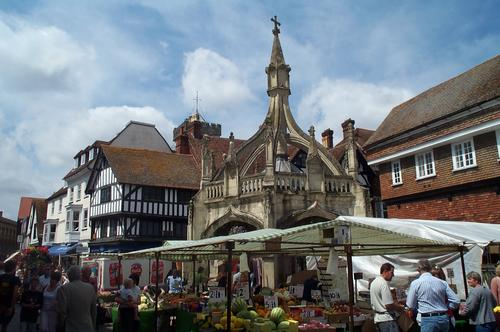
Mercado.
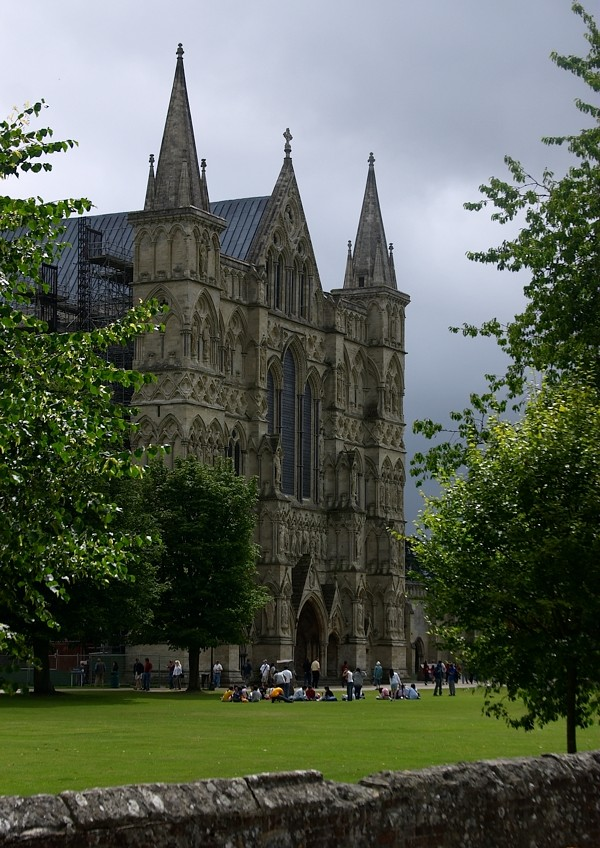
Fachada oeste de la Catedral.
La catedral de Salisbury, vista desde el jardín del palacio arzobispal, cuadro de John Constable.
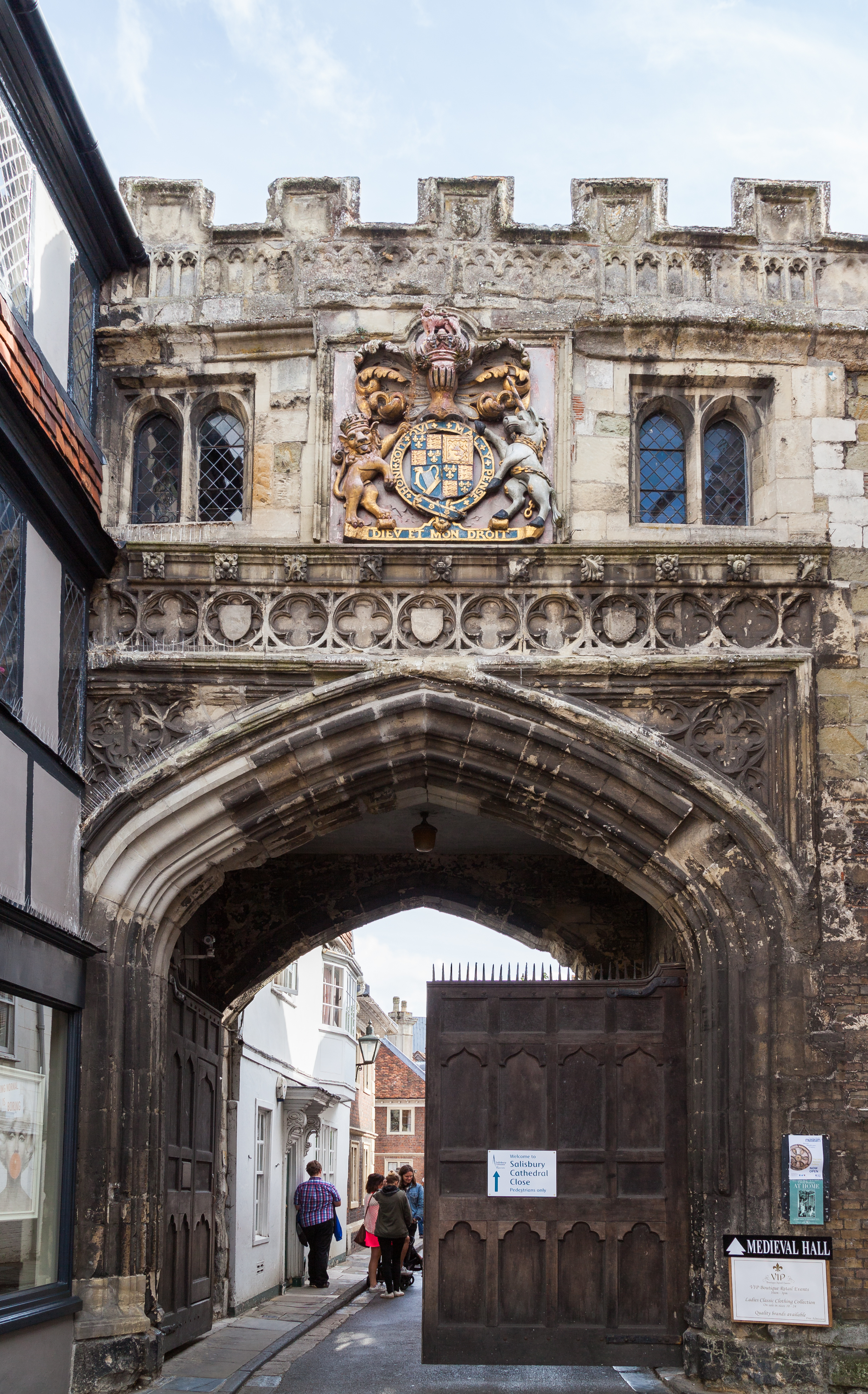
Puerta Norte.